# 千代天山大八郎
千代天山 大八郎（ちよてんざん だいはちろう、1976年2月6日 - 2024年8月28日）は、大阪府大阪市東住吉区出身で九重部屋に所属した元大相撲力士。本名は角 大八郎（すみ だいはちろう）であり、大八郎は戸籍上の本名である。身長183cm、体重150kg。得意手は右四つ、寄り。最高位は西小結（1999年7月場所）。趣味は読書、愛称はハチ、血液型はO型。

## 来歴・人物
出生時は1380gの超未熟児で、1年半以上も保育器で育てられた。調理師を目指していたこともあったが、中学2年生の頃に千代の富士に出会ったことで角界入りを決意し、中学校を卒業後に九重部屋へ入門。1991年3月場所にて15歳で初土俵を踏んだ。同期には、後の前頭・金開山や同・春日錦などがいる。
以来順調に出世し、入門から3年で幕下に昇進した。
幕下上位で苦労した時期もあったが、柔軟さを活かした左四つの相撲に磨きをかけ、1997年1月場所で新十両へ昇進した。
1999年1月場所で新入幕を果たし、同場所から3場所連続で三賞を受賞するという、大相撲史上初めての快挙を達成して周囲を驚かせた。新入幕からの三賞連続受賞記録は2024年7月場所に大の里泰輝に破られるまで守り抜いていた。そして同年7月場所で、早々と小結への昇進を果たした。同場所では3勝12敗と大きく負け越し、三役経験は結局この1場所のみに終わっている。当時は、雅山とライバル関係にあった。その雅山には2001年3月場所、新決まり手である小づま取りで勝った第1号。2001年1月に結婚。
その後も、2000年11月場所と2001年3月場所で武蔵丸に勝ち、それぞれ金星を獲得するなどした。
しかし、2002年1月場所で左足の踵骨を骨折し、その影響から調子を落とし、2003年5月場所では幕下にまで陥落した。一時は復調し2004年3月場所で再入幕を果たしたものの、今度は内臓疾患により本来の相撲が取れず十両下位に低迷し、2005年11月場所を最後に再び幕下へ陥落した。
なお、2002年9月には、裸にした上でエアガンで暴行を加えられたと主張する元力士及びその親族から、慰謝料を求める訴訟を起こされたことが報道された。
以降は関取への復帰を目指して土俵に上がり続けたが、2007年5月場所では三段目にまで陥落してしまった。三役経験者がこの地位まで下がる事例は、出羽ヶ嶽・大豊・栃赤城・巴富士に次いで、昭和以降では5人目（平成以降では3人目）のこととなった。
それ以降も関取の地位へは戻れず、三段目上位に在位していた2008年1月場所、初日の相撲を最後に31歳で引退した。
年寄名跡を取得できなかったため、引退後は角界から離れ、理由は定かではないが引退相撲も開催されることはなかった。
その後は、2008年2月から料理人見習いを始め、2009年6月に和歌山県白浜町で「力士厨房 千代天山」を開業している。白浜町に店舗を構えたのは妻の実家が白浜町にあるためであり、長男の生活環境を考えた上でのことでもある。2013年8月に脊髄炎の一歩手前と診断され、2015年12月に再開するまで店舗を休業していた。
2024年8月28日に死去したことが、同月30日に報じられた。48歳没。死去数年前から体調を崩していた。

### 死去の際の『週刊新潮』の報道
『週刊新潮』2024年9月12日号によると、妻とは会食の席で1995年に出会い、当時千代天山は19歳で妻は3歳年上の大学4年生であった。妻は結婚前当時を「とにかくマメです。公衆電話から1日何回も連絡があり、99年ごろから毎日のようにプロポーズされました」と振り返っている。現役時代は家庭内で相撲の話題に触れず、勝っても負けても家族に穏やかに振舞った。2018年10月、店の食材の買い出しに出掛けた際に交通事故で重傷を負い、深刻な障害が残って残りの人生の約6年間を療養に費やした。千代天山は『週刊新潮』の「結婚」欄の取材に「浮気の心配があるのは自分の方だといわれますけど、一度でもそんなことがあれば信用を無くしますから、絶対それはありません。40歳50歳になっても、ずうっと今のままでいたいですね」などと語っていたが、その言に違わず生涯愛妻家だった。

## 主な成績・記録
- 通算成績：519勝541敗33休 勝率.490
- 幕内成績：144勝181敗20休 勝率.443
- 現役在位：102場所
- 幕内在位：23場所
- 三役在位：1場所（小結1場所）
- 三賞：3回
  - 殊勲賞：1回（1999年5月場所）
  - 敢闘賞：2回（1999年1月場所・同年3月場所）
- 金星：3個（武蔵丸2個、若乃花1個）
- 各段優勝
  - 十両優勝：1回（1998年9月場所）

### 場所別成績
| | 一月場所 初場所（東京）  | 三月場所 春場所（大阪）  | 五月場所 夏場所（東京） | 七月場所 名古屋場所（愛知） | 九月場所 秋場所（東京） | 十一月場所 九州場所（福岡） |
| --- | ------------------------ | ------------------------ | ----------------------- | --------------------------- | ----------------------- | --------------------------- |
| 1991年 （平成3年） | x                        | （前相撲）               | 東序ノ口15枚目 4–3      | 東序二段115枚目 2–5         | 東序ノ口5枚目 3–4       | 西序ノ口8枚目 5–2           |
| 1992年 （平成4年） | 東序二段100枚目 5–2      | 西序二段52枚目 3–4       | 東序二段79枚目 3–4      | 東序二段101枚目 4–3         | 西序二段74枚目 0–1–6    | 東序二段145枚目 7–0         |
| 1993年 （平成5年） | 東三段目98枚目 5–2       | 西三段目67枚目 4–3       | 西三段目48枚目 1–3–3    | 東三段目78枚目 5–2          | 西三段目42枚目 5–2      | 東三段目16枚目 1–3–3        |
| 1994年 （平成6年） | 東三段目52枚目 6–1       | 東三段目6枚目 1–6        | 西三段目37枚目 4–3      | 西三段目24枚目 5–2          | 東幕下57枚目 5–2        | 西幕下36枚目 2–5            |
| 1995年 （平成7年） | 東幕下60枚目 5–2         | 西幕下36枚目 5–2         | 西幕下22枚目 4–3        | 西幕下18枚目 4–3            | 東幕下13枚目 3–4        | 東幕下18枚目 4–3            |
| 1996年 （平成8年） | 西幕下12枚目 4–3         | 東幕下9枚目 3–4          | 東幕下17枚目 3–4        | 西幕下22枚目 4–3            | 東幕下17枚目 6–1        | 西幕下4枚目 5–2             |
| 1997年 （平成9年） | 東十両12枚目 8–7         | 西十両9枚目 7–8          | 西十両10枚目 5–10       | 西幕下筆頭 5–2              | 西十両11枚目 9–6        | 東十両5枚目 6–9             |
| 1998年 （平成10年） | 東十両8枚目 8–7          | 東十両6枚目 8–7          | 東十両4枚目 7–8         | 西十両6枚目 7–8             | 東十両8枚目 優勝 12–3   | 東十両2枚目 9–6             |
| 1999年 （平成11年） | 東前頭14枚目 10–5 敢     | 東前頭9枚目 9–6 敢       | 東前頭3枚目 9–6 殊★     | 西小結 3–12                 | 東前頭6枚目 6–9         | 西前頭8枚目 7–8             |
| 2000年 （平成12年） | 東前頭11枚目 9–6         | 西前頭5枚目 6–9          | 西前頭6枚目 6–9         | 東前頭9枚目 10–5            | 東前頭2枚目 6–9         | 西前頭3枚目 6–9 ★           |
| 2001年 （平成13年） | 西前頭6枚目 8–7          | 東前頭2枚目 7–8 ★        | 西前頭2枚目 4–11        | 西前頭8枚目 6–9             | 東前頭11枚目 8–7        | 西前頭8枚目 8–7             |
| 2002年 （平成14年） | 東前頭4枚目 3–7–5        | 西前頭10枚目 休場 0–0–15 | 西前頭10枚目 5–10       | 西前頭13枚目 5–10           | 東十両5枚目 8–7         | 東十両4枚目 3–12            |
| 2003年 （平成15年） | 西十両12枚目 4–11        | 西幕下6枚目 5–2          | 西幕下2枚目 5–2         | 西十両11枚目 9–6            | 東十両7枚目 8–7         | 東十両6枚目 8–7             |
| 2004年 （平成16年） | 西十両3枚目 11–4         | 西前頭13枚目 3–12        | 東十両5枚目 6–9         | 西十両6枚目 5–10            | 西十両11枚目 8–7        | 西十両10枚目 6–9            |
| 2005年 （平成17年） | 西十両13枚目 5–10        | 西幕下2枚目 5–2          | 西十両11枚目 7–8        | 東十両13枚目 6–9            | 東幕下2枚目 5–2         | 東十両10枚目 4–11           |
| 2006年 （平成18年） | 東幕下2枚目 2–5          | 西幕下8枚目 2–5          | 東幕下21枚目 3–4        | 東幕下28枚目 3–4            | 東幕下36枚目 4–3        | 東幕下29枚目 4–3            |
| 2007年 （平成19年） | 西幕下22枚目 2–5         | 東幕下41枚目 2–5         | 東三段目5枚目 3–4       | 西三段目16枚目 5–2          | 西幕下56枚目 1–5–1      | 西三段目27枚目 5–2          |
| 2008年 （平成20年） | 東三段目4枚目 引退 0–1–0 | x                        | x                       | x                           | x                       | x                           |
| 各欄の数字は、「勝ち-負け-休場」を示す。 優勝 引退 休場 十両 幕下 三賞：敢=敢闘賞、殊=殊勲賞、技=技能賞 その他：★=金星 番付階級：幕内 - 十両 - 幕下 - 三段目 - 序二段 - 序ノ口 幕内序列：横綱 - 大関 - 関脇 - 小結 - 前頭（「#数字」は各位内の序列） |                          |                          |                         |                             |                         |                             |

### 幕内対戦成績
| 力士名   | 勝数 | 負数 | 力士名   | 勝数 | 負数 | 力士名   | 勝数 | 負数 | 力士名   | 勝数 | 負数 |
| -------- | ---- | ---- | -------- | ---- | ---- | -------- | ---- | ---- | -------- | ---- | ---- |
| 蒼樹山   | 2    | 3    | 安芸乃島 | 7    | 6    | 曙       | 0    | 4    | 朝青龍   | 1    | 0    |
| 朝乃若   | 2    | 3    | 旭豊     | 1    | 0    | 安美錦   | 1    | 2    | 潮丸     | 0    | 1    |
| 皇司     | 2    | 5    | 大碇     | 1    | 2    | 大日ノ出 | 2    | 1    | 小城錦   | 4    | 4    |
| 魁皇     | 0    | 5(1) | 海鵬     | 5    | 3    | 春日錦   | 1    | 0    | 巌雄     | 2    | 1    |
| 北桜     | 3    | 0    | 旭鷲山   | 4    | 6    | 旭天鵬   | 6    | 6    | 金開山   | 2    | 1    |
| 五城楼   | 2    | 0    | 琴ノ若   | 5    | 4    | 琴光喜   | 0    | 1    | 琴龍     | 4    | 5    |
| 敷島     | 3    | 3    | 十文字   | 1(1) | 4    | 戦闘竜   | 1    | 0    | 大至     | 1    | 0    |
| 大善     | 3    | 1    | 貴闘力   | 8    | 1    | 貴ノ浪   | 1    | 13   | 貴乃花   | 0    | 2    |
| 隆乃若   | 2    | 4    | 豪風     | 0    | 1    | 玉春日   | 2    | 5    | 玉乃島   | 1    | 1    |
| 玉力道   | 2    | 0    | 出島     | 3    | 7    | 寺尾     | 3    | 1    | 出羽嵐   | 1    | 0    |
| 闘牙     | 5    | 5    | 時津海   | 4    | 5    | 土佐ノ海 | 1    | 4    | 栃東     | 1    | 3    |
| 栃栄     | 0    | 5    | 栃乃洋   | 4    | 6    | 栃乃花   | 2    | 0    | 栃乃和歌 | 1    | 0    |
| 濵錦     | 4    | 1    | 濱ノ嶋   | 2    | 3    | 追風海   | 0    | 2    | 春ノ山   | 0    | 1    |
| 肥後ノ海 | 5    | 2    | 普天王   | 0    | 1    | 武雄山   | 0    | 4    | 水戸泉   | 1    | 0    |
| 湊富士   | 4    | 1    | 雅山     | 2    | 6    | 武蔵丸   | 3    | 6    | 武双山   | 0    | 5    |
| 若孜     | 2    | 0    | 若の里   | 2    | 2    | 若ノ城   | 0    | 1    | 若乃花   | 1    | 0    |
| 和歌乃山 | 5    | 6    |          |      |      |          |      |      |          |      |      |

## 改名歴
- 角 大八郎（すみ だいはちろう）1991年5月場所-1993年5月場所
- 千代天山 大八郎（ちよてんざん - ）1993年7月場所-2008年1月場所